# Uludağ

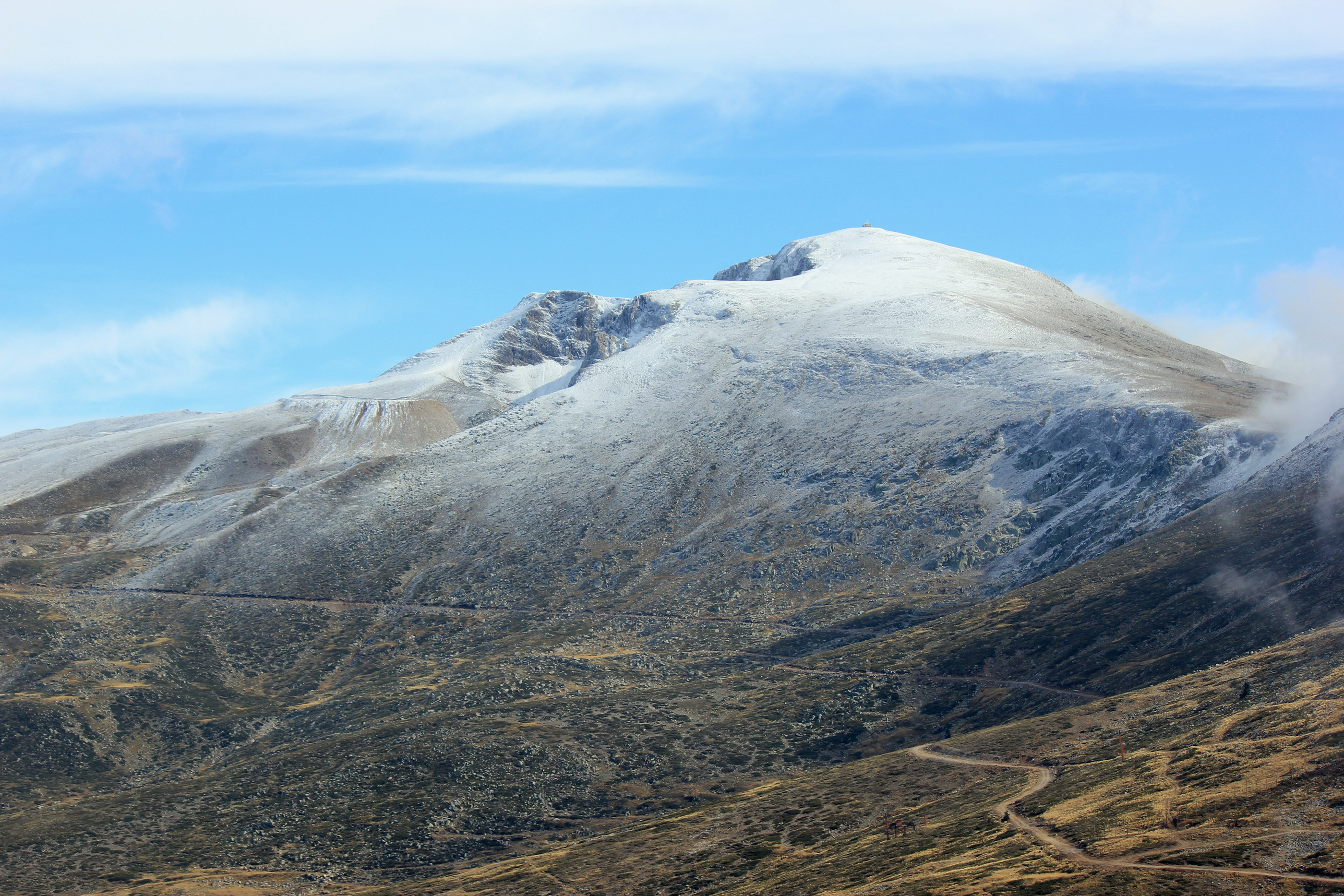
Schneebedeckter Gipfel des Keşiş Tepe

Der Uludağ  ([uˈludɑː], auch Uludaǧ Tepe = „Mächtiger Berg“, von türkisch ulu = „mächtig, erhaben“ und dağ = „Berg“, in Antike und byzantinischer Zeit griechisch Ὄλυμπος, also „Olymp“) ist eine ca. 15 km lange und maximal 2542 m hohe Bergkette im Westen Anatoliens bzw. der Türkei und die höchste Erhebung der Marmararegion.

## Lage und Nutzung
Der Berg, an dessen Nordhängen sich in 200 bis 300 m Höhe die Millionenstadt Bursa befindet, wird unter anderem für den Wintersport genutzt. Eine knapp 40 km lange Bergstraße verbindet das Stadtzentrum mit dem zwischen 1900 und 2100 m Höhe gelegenen Wintersportareal. Im Oktober 1963 wurde eine Seilbahn (Bursa Uludağ Gondola) in Betrieb genommen, die von ca. 395 m bis zur Hotelzone in 1870 m Höhe führt.
In der Umgebung des Uludağ gibt es Thermalquellen. Die weitere Umgebung des Gipfels einschließlich des Wintersportgebietes ist als Nationalpark ausgewiesen und gegen eine Eintrittsgebühr zugänglich.

## Mythologie
In der Antike spielte der Berg in der Region eine bedeutende Rolle und wurde wie sein Namensvetter, der Olymp in Nordgriechenland, mit dem Gott Zeus in Verbindung gesetzt. Auch bekannt als „Mysischer“ bzw. „Bithynischer Olymp“, wird er auch mit dem Berg gleichgesetzt, von dem aus der griechischen Sage nach die Götter den Trojanischen Krieg verfolgten.

## Sonstiges
- Aus dem Umland des Uludağ stammt die auch im deutschsprachigen Raum bekannte Limonade Uludağ Gazoz, die früher ausnahmslos aus dem Quellwasser des Berges hergestellt wurde.
- Auch die Uludağ-Universität in Bursa verdankt dem Berg ihren Namen.